# Ajbaríes
Los ajbaríes (en árabe: الاخبارية) o akhbaríes son una escuela duodecimana de Fiqh (jurisprudencia islámica) minoritaria que rechaza el uso de la razón a la hora de derivar veredictos islámicos, en contraposición a los usulíes.
El término ajbarí deriva de ajbar (اخبار, noticias), que se refiere a los hadices de Mahoma y la Ahl ul-Bayt. Los ajbaríes no hacen taqlid a un mujtahid y, consecuentemente, no aceptan el Usul al-Fiqh que sí aceptan los usulíes. El taqlid que se realiza es a las narraciones atribuidas a la Ahl ul-Bayt y al Imam al-Mahdi, ya que la emulación de personas falibles está prohibida. Al contrario que los usulíes, los ajbaríes creen en la perpetuidad de la Sharía en manos de los Imames Infalibles, por lo que la exégesis coránica es realizada por los Imames exclusivamente, y el Corán solo puede ser interpretado por ellos.
Los ajbaríes forman una minoría pequeña dentro de la jurisprudencia duodecimana, empezando con los escritos de Muhammad Amín al-Astarabadi, y alcanzó su cenit durante la época safaví.

## Principios
Los ajbaríes se consideran a sí mismos directamente vinculados al Hadiz de las dos cosas pesadas (en árabe: حديث الثقلين, Hadiz Al-Zaqalayn), donde el profeta islámico Mahoma instruyó a sus seguidores lo siguiente:
"Ciertamente, dejo entre ustedes dos cosas valiosas: el Libro de Dios y mi familia, la Gente de mi Casa. No se separarán el uno del otro nunca hasta que me encuentre con ellos en la Cuenca (en el Día del Juicio) como dos objetos brillantes".
Por lo tanto, incluso para los nuevos eventos que ocurren durante la Gran Ocultación, los ajbaríes continúan siguiendo las tradiciones de Ahlul Bayt, según el dicho del Imam al-Mahdi:
"En cuanto a los nuevos eventos que ocurrirán (durante mi Ocultación), acudan a los narradores de nuestras tradiciones, porque ellos son mi prueba sobre ustedes, y yo soy la prueba de Dios sobre ellos".

### Rechazo deliytihady crítica alusul al-fiqh
Los ajbaríes rechazan las fetuas basadas en el iŷtihad, así como la permisibilidad de escribir exégesis del Corán con fuentes externas a las narraciones de la Ahl ul-Bayt. Los ajbaríes creen que los hadices compilados en Los Cuatro Libros (Al-Kafi, Man La Yahduruhu Al-Faqih, Tahdib Al-Ahkam y Al-Istibsar) son auténticos a excepción de aquellos que contradigan al Corán. En resumen, la esencia de la ideología ajbarí es que nada más que los hadices de los Inmaculados pueden servir como evidencia autoritaria en el Islam.
El Usulismo se desarrolló sobre la base del Usul al-Fiqh, concepto elaborado siglos después de la Gran Ocultación. Entre los primeros ulemas chiitas como Sheij al-Kulayni y Sheij Saduq, la actividad más importante era la transmisión de los hadices. Fue en aquel momento que los chiitas se distinguieron de los suníes en la categorización de la ley, que empleaba métodos como el Qiyas (razonamiento analógico) y la exégesis. Sin embargo, los chiitas desarrollaron la ley directamente a partir de las tradiciones de los Imames.

### Rechazo de la actividad política
Los ajbaríes también difieren de algunos sectores usulíes en su rechazo a la teoría del Wilayat Al-Faqih. Además, los predicadores de la religión no tienen ningún papel en la política, sino que los clérigos deben aconsejar a los líderes políticos pero no gobernar ellos mismos. Los ajbaríes creen en la separación de la religión y el estado en ausencia del Duodécimo Imam, pues solo un Imam infalible tiene derecho a combinar religión y Estado; y esto se logrará solo después de la llegada del Imam.

## Miembros destacados
- Al-Hurr Al-Amili
- Muhammad Amín al-Astarabadi.
- Mohsen Fayd Kashani
- Yusuf Al-Bahrani
- Mirza Muhammad Al-Ajbari
- Nimatolá Al-Yaza'iri